# 1954 în film
- 1953 în cinematografie — 1954 în cinematografie — 1955 în cinematografie

## Premiere românești
- Răsare soarele, regia Dinu Negreanu

## Filmele cu cele mai mari încasări
Filmele cu cele mai mari încasări din 1954 în SUA:
| #   | Titlu                                  | Studio               | Actori                                                                                    | Încasări    |
| --- | -------------------------------------- | -------------------- | ----------------------------------------------------------------------------------------- | ----------- |
| 1.  | Crăciun alb                            | Paramount            | Bing Crosby, Danny Kaye, Rosemary Clooney, Vera-Ellen, Dean Jagger                        | $30.000.000 |
| 2.  | 20,000 Leagues Under the Sea           | Walt Disney Pictures | Kirk Douglas, James Mason, Peter Lorre                                                    | $28,200,000 |
| 3.  | Rear Window                            | Paramount            | James Stewart, Grace Kelly, Raymond Burr                                                  | $27,559,601 |
| 4.  | Demetrius and the Gladiators           | 20th Century Fox     | Victor Mature, Anne Bancroft, Ernest Borgnine                                             | $26,000,000 |
| 5.  | The Caine Mutiny                       | Columbia             | Humphrey Bogart, Fred MacMurray, Van Johnson, José Ferrer, Robert Francis, E. G. Marshall | $21,800,000 |
| 6.  | Vera Cruz                              | MGM                  | Gary Cooper, Burt Lancaster, Charles Bronson                                              | $11,000,000 |
| 7.  | Carmen Jones                           | 20th Century Fox     | Dorothy Dandridge, Harry Belafonte, Pearl Bailey                                          | $9,812,000  |
| 8.  | The Country Girl                       | Paramount            | Bing Crosby, Grace Kelly, William Holden                                                  | $7,963,000  |
| 9.  | The Barefoot Contessa                  | MGM                  | Humphrey Bogart, Ava Gardner, Edmond O'Brien                                              | $7,298,000  |
| 10. | A Star Is Born The High and the Mighty | Warner Bros.         | Judy Garland, James Mason John Wayne, Robert Stack                                        | $6,850,000  |
| 11. | River of No Return                     | 20th Century Fox     | Robert Mitchum, Marilyn Monroe                                                            | $5,766,025  |
| 12. | Magnificent Obsession                  | Universal            | Jane Wyman, Rock Hudson                                                                   | $5,200,000  |
| 13. | The Long, Long Trailer                 | MGM                  | Lucille Ball, Desi Arnaz                                                                  | $5,000,000  |
| 14. | On the Waterfront Desirée              | Columbia             | Marlon Brando, Lee J. Cobb, Rod Steiger, Eva Marie Saint Marlon Brando, Jean Simmons      | $4,500,000  |
| 15. | Sabrina                                | Paramount            | Humphrey Bogart, Audrey Hepburn, William Holden                                           |             |
| 16. | The Last Time I Saw Paris              | MGM                  | Elizabeth Taylor                                                                          |             |
| 17. | Dial M for Murder                      | Warner Bros.         | Ray Milland, Grace Kelly                                                                  |             |
| 18. | Living It Up                           | Paramount            | Dean Martin, Jerry Lewis                                                                  |             |
| 19. | Young at Heart                         | Warner Bros.         | Frank Sinatra, Doris Day                                                                  |             |
| 20. | It Should Happen to You                | Columbia             | Judy Holliday, Jack Lemmon                                                                |             |

## Premii

### Oscar
- Cel mai bun film:   On the Waterfront (Pe chei)- Horizon-American, Columbia
- Cel mai bun regizor:  Elia Kazan - On The Waterfront
- Cel mai bun actor:  Marlon Brando - On the Waterfront
- Cea mai bună actriță:   Grace Kelly - The Country Girl
- Cel mai bun actor - rol secundar: Edmond O'Brien - The Barefoot Contessa
- Cel mai bună actriță - rol secundar: Eva Marie Saint - On The Waterfront

Articol detaliat: Oscar 1954

### BAFTA
- Cel mai bun film:
- Cel mai bun actor:
- Cea mai bună actriță:
- Cel mai bun film străin: